# 新京報
新京報（しんけいほう、英語: The Beijing News）は、中国共産党北京市委員会宣伝部が所有する中華人民共和国のタブロイド紙。

## 概要
名称は京報に由来する。
2003年11月11日に北京地区で創刊。北京市内のあちこちに創刊当時のスローガンである「負責報導一切」（報道のすべてに責任を持つ）と書かれた広告が掲げられていた。五角である他の地方紙の倍である一元という価格で、売れ行きが悪かった創刊当初は市内各地で購読キャンペーンが行われていた。「光明日報」グループと広東の「南方日報」グループの共同出資 (光明日報が株式を51％所有) によって設立した会社が発行していた。
広東省など中国南部で知名度の高かった『南方都市報』と同様に、社会的、道徳的、文化的責任を持った報道を行うことで、権力者には非常に煙たい新聞となった。
2011年に中国共産党北京市委員会所有となった。

## 独自報道
河北省定州市暴動
2005年6月11日早朝、武装集団が農村を襲撃した。土地収用による補償金の未払いが原因で農民は立ち退きを拒否し、デベロッパーが失業者を雇い武器を渡して襲わせた事件。映像が全世界に流れたため、中国政府はあわてて市党委書記、市長を罷免したが、当局とデベロッパーとの関係はうやむやとなった。
毛毛事件
2005年10月4日午後、バスで帰宅しようとしていた毛毛がキセルの疑いをかけられる。車掌は反論する毛毛の首を絞め、青紫色に変色した毛毛を車外に引きずり出した。毛毛は16時間の救命治療の末亡くなった。バスの運転手と車掌は逮捕されたが、毛毛の親族が目撃者を探していることを知った北京バス有限会社は元清華大学教授である父親を脅迫した。両親が関係資料をネットで公開している。
ハルビン市河川汚染
2005年11月13日、松花江上流にある化学工場が爆発し、汚染物質が流出した。黒龍江省ハルビン市はこの情報を「混乱を防ぐため」隠蔽し、噂からパニックとなった市民が飲料水を買い込んだりハルビン市からの脱出を招いた。
上記のような報道を行ったことが一因となり、2005年12月下旬、創刊当初の指導部は解任され、以前のような独自取材は減った。
2008年7月24日、広告に六四天安門事件の写真が掲載され、回収騒動となった。